# Epepeotes timorensis
Epepeotes timorensis là một loài bọ cánh cứng trong họ Cerambycidae.